# Opera prima
Opera prima è il quarto album dei Pooh, pubblicato nel 1971 dalla CBS.

## Il disco
A dispetto del titolo, non è il primo lavoro discografico del gruppo, ma ne segna l'esordio con la nuova casa discografica. È il primo edito da una casa discografica importante dopo i cinque anni passati sotto la Vedette di Armando Sciascia (il gruppo aveva dovuto pagare una penale alla Vedette per passare alla CBS).
Il lavoro è arrangiato da Franco Monaldi che ha curato le partiture orchestrali, Roby Facchinetti è l'autore di tutte le musiche della band, mentre i testi sono affidati al batterista Valerio Negrini.
L'album, sostenuto dall'imperante utilizzo dell'orchestra, è prodotto da Giancarlo Lucariello che voleva a tutti i costi produrre il gruppo dopo averlo sentito suonare dal vivo in un locale.
Il primo singolo estratto è "Tanta voglia di lei", una canzone scritta da Roby Facchinetti; il brano è cantato da Dody Battaglia, preferito a Riccardo Fogli come cantante del pezzo dallo stesso Lucariello. 
La casa discografica non vuole che sia questo il primo singolo dei Pooh del nuovo corso e dapprima propone di puntare su "Tutto alle tre" (che però resterà sulla facciata B). In seguito, la casa discografica impone a Valerio un testo scritto da un paroliere della casa discografica, Daniele Pace, che propone "La mia croce è lei", che lo stesso canta ai Pooh in sala prove, con la sua "R" leggermente moscia che porta un tocco di umorismo al brano, che sembra ispirato a "My Sweet Lord" di George Harrison.
I Pooh riescono ad imporre il testo di Valerio ed è così che arriva nei negozi "Tanta voglia di lei", con una introduzione strumentale suggerita a Roby dall'arrangiatore Franco Monaldi.
Il successo è ampio, il brano si classifica secondo al Festivalbar, arriva al numero uno della hit parade dei singoli e viene registrato pure nelle versioni inglese e spagnola.
Il successo del brano non è ancora terminato che Lucariello decide di sfruttare il momento di popolarità della band per introdurre sul mercato un altro 45 giri, "Pensiero", che supera per numero di vendite il successo del brano precedente.
Il brano è interpretato da Fogli, con un attacco della strofa che è un accattivante inciso, coadiuvato dalla acustica di Dodi e i merletti dell'orchestra, che si fondono in un coro finale dove tra le discese orchestrali e i controcanti rimane una delle pagine più affascinanti della storia del celebre quartetto.
Entrambi i singoli furono molto apprezzati all'estero, tanto che in Sud America balzarono subito ai primi posti delle classifiche di vendite, vendendo rispettivamente 450.000 e 1.200.000 copie. Un successo riconfermato anche per alcuni anni successivi, che pochi artisti italiani sono riusciti ad eguagliare.
Il lato B è "A un minuto dall'amore", con le note dell'introduzione strumentale che si ispirano alla Tosca, omaggio operistico alle passioni per la lirica di Valerio Negrini.
Il brano che dà il titolo all'album, "Opera prima" è considerato da molti come il primo dei grandi pezzi impegnati del gruppo, un crescendo orchestrale, cantato a quattro voci nel ritornello, che si suddividono l'interpretazione delle strofe.
Valerio Negrini con la sua voce graffiante interpreta "Terra desolata", col titolo dedicato al celeberrimo poema "La terra desolata" di Thomas Stearns Eliot, ma un testo che è una continua citazione del Mito della caverna di Platone, "Il primo e l'ultimo uomo", un rockeggiante italiano, con un lungo assolo elettrico di Dodi Battaglia, poco utilizzato in questo disco come virtuoso dello strumento. Si ricorda inoltre Tutto alle tre, fotografia di una storia d'amore metropolitana, con lui che torna a casa e trova un biglietto e una valigia di lei, che è decisa a troncare il rapporto. Il brano viene successivamente registrato in inglese col titolo The suitcase ed arrangiamenti leggermente semplificati.
Poiché quando venne pubblicato l'album era già avvenuto l'avvicendamento alla batteria da Valerio Negrini a Stefano D'Orazio, fu quest'ultimo che interpretò la canzone Tutto alle tre durante la tournée ed ha continuato ad interpretarla nei live.
Il disco, nonostante l'apporto di due singoli epocali, non va oltre al 13º posto nella classifica degli album più venduti.
Nel 2014 BTF ripubblica il disco in tiratura limitata in vinile splatter con copertina e label uguali all'edizione originale.

## Tracce

### Lato A
Testi di Valerio Negrini, musiche di Camillo Facchinetti.
1. Pensiero – 3:43
2. Un caffè da Jennifer – 4:17
3. Tutto alle tre – 3:23
4. Terra desolata – 2:35
5. A un minuto dall’amore – 3:54

Durata totale: 17:52

### Lato B
Testi di Valerio Negrini, musiche di Camillo Facchinetti.
1. Tanta voglia di lei – 4:16
2. Che favola sei – 2:53
3. Il primo e l’ultimo uomo – 3:39
4. Alle nove in centro – 3:19
5. Opera prima – 5:37

Durata totale: 19:44

## Formazione
- Valerio Negrini - voce, batteria, percussioni
- Roby Facchinetti - voce, pianoforte, tastiera
- Riccardo Fogli - voce, basso
- Dodi Battaglia - voce, chitarra

## Singoli estratti
- Tanta voglia di lei/Tutto alle tre
- Pensiero/A un minuto dall'amore